# Tonårsidol
En tonårsidol är oftast en artist, skådespelare eller kändis som är populär hos tonåringar. Det kan bero på att artisten är snygg, ung eller sjunger låtar som tonåringar tycker om. Tonårsidol är en idol för tonåringar, det är flest tjejer som har idoler. Tonårsidoler blir oftast till genom filmer och musik.

## Lista över tonårsidoler i urval

### 1900-talet
- The Beatles
- Ricky Nelson

### 2000-talet
- One Direction
- Robert Pattinson
- Taylor Lautner
- Zac Efron
- Kristen Stewart
- Emma Watson
- Justin Bieber
- Jonas Brothers
- Danny Saucedo
- Miley Cyrus
- Selena Gomez
- Demi Lovato
- Vanessa Hudgens
- Britney Spears
- Rihanna
- Nicki Minaj
- Ulrik Munther
- Eric Saade
- The Fooo Conspiracy
- Cody Simpson